# 尖吻喙鱸
尖吻喙鱸，為輻鰭魚綱鱸形目鱸亞目鮨科的其中一種，分布於西大西洋區，從百慕達群島、墨西哥灣西北部至巴西海域，棲息深度3-40公尺，體長可達80公分，稚魚生活在海草床、紅樹林及淺水珊瑚礁，成魚則生活在較深的珊瑚礁區，為底棲性魚類，屬肉食性，生活習性不明，可做為食用魚及遊釣魚。